# Cake Mania
Cake Mania est un jeu vidéo de simulation de cuisine développé par Sandlot Games (en) en 2006. Initialement développé sur Microsoft Windows, il est par la suite étendu à d'autres plateformes telles que Nintendo DS, Wii et PlayStation 2.
Le jeu met en scène Jill Evans, une jeune femme qui vient de sortir d'une école de cuisine. Elle ouvre une pâtisserie afin de racheter celle de ses grands-parents qui vient de fermer. Le joueur a pour objectif de cuisiner les gâteaux commandés par les clients avant que ceux-ci ne partent.
Cake Mania reçut un accueil mitigé de la part des critiques. Certaines saluent le caractère « addictif » et « simple » du jeu tandis que d'autres le qualifient de « répétitif » et de « superficiel »,,,,,,.